# Hazenstraat (Amsterdam)

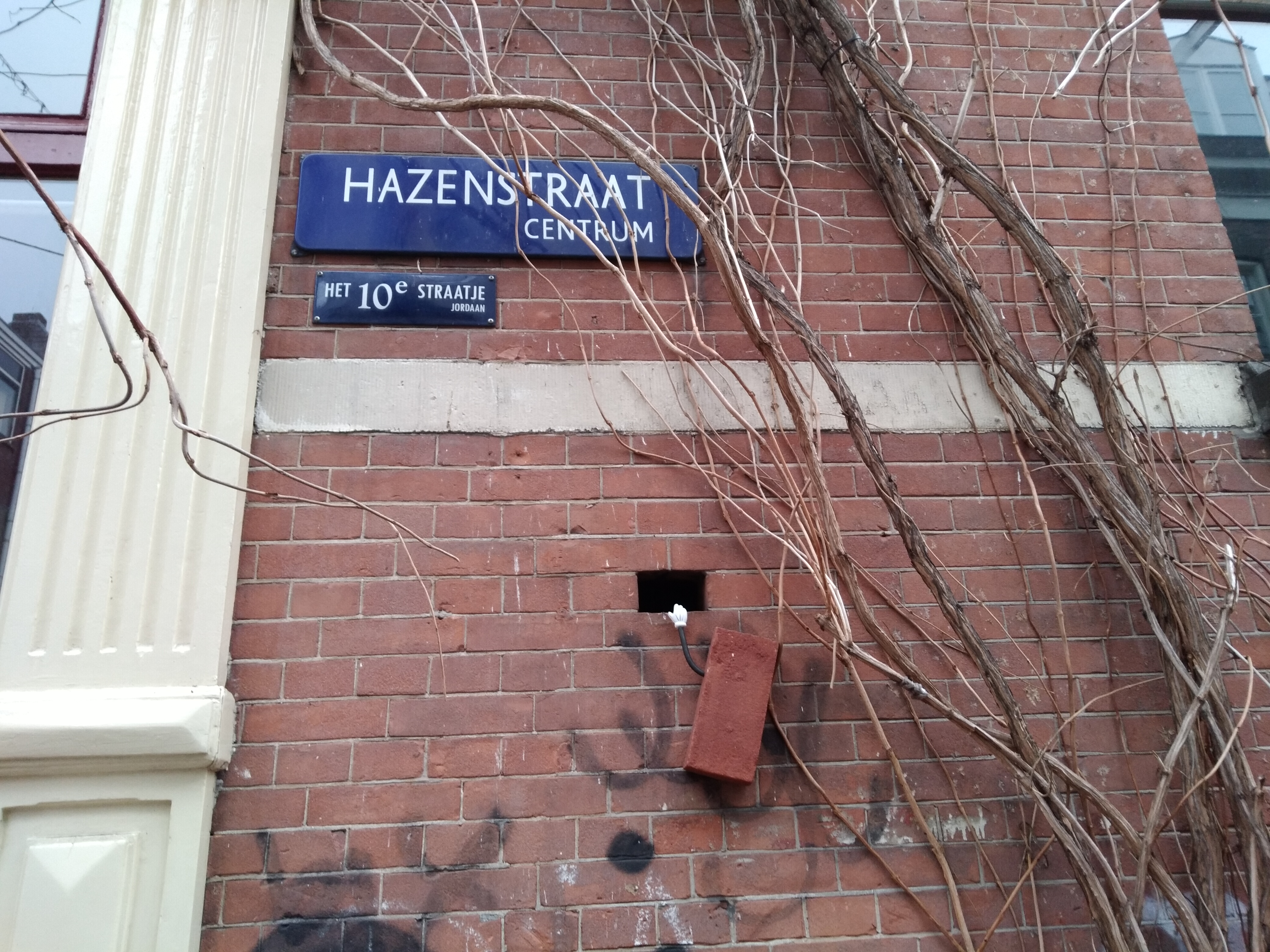
Straatnaambord met 10e straatje en kunstwerk Frankey (februari 2021)

De Hazenstraat is een relatief korte straat (150 meter) in de Jordaan, Amsterdam-Centrum. Het wordt ook wel aangeduid als het "10e straatje" (als aanvulling op de Negen Straatjes).

## Ligging en geschiedenis
De straat is eeuwenoud. Ze komt voor op de stadsplattegrond van Balthasar Florisz. van Berckenrode uit circa 1625 Ze werd in de jaren daarvoor aangelegd tussen de Lauriergracht (Laurier Graft) en Elandsgracht (Elants Graft) met over beide grachten bruggen. De naam verwijst naar het knaagdier haas, een van de diersoorten waarvan de huiden (ook de eland viel daaronder) werden gebruikt door de in deze buurt gevestigde leerlooiers en handelaars, hetgeen nog terug te vinden is in de naam Looiersgracht (Loyers Graft).
De straat begint aan de Lauriergracht bij de Batavus Droogstoppelbrug (brug 111), tegenover de Tweede Laurierdwarsstraat, wordt gekruist door de Elandsstraat en eindigt op de in 1891 gedempte Elandsgracht tegenover de Eerste Looiersdwarsstraat. De weg maakt deel uit van een keten van in elkaars verlengde liggende straatjes: de Akoleienstraat, Tweede Rozendwarsstraat, Tweede Laurierdwarsstraat, Hazenstraat en Eerste Looiersdwarsstraat.

## Gebouwen
Huisnummers lopen op van 1 tot en met 67 (oneven) en 2 tot en met 74 (even). Een aantal gebouwen staat op de rijksmonumentenlijst: de nummers 6, 33, 49, 51, 53 en 58 van de Hazenstraat en de hoekpanden Elandsstraat 88 en Elandsgracht 76 en 78.
Het pand Hazenstraat 10-18 is sinds september 2006 een gemeentelijk monument. 
Opmerkelijk is dat de kruising met twee kades en een straat acht hoekpanden oplevert, maar dat geen van die hoekpanden een adres aan de Hazenstraat kreeg.

### Hazenstraat 10-18
Alhoewel de straat eeuwenoud is, is een groot deel van de oorspronkelijke bebouwing vervangen door nieuwbouw. Een van die “nieuwbouwpanden” is een complex met de adressen Hazenstraat 10 tot en met 18. De huizen 10 en 18 staan met tussenbouw en poort aan de straat; in de tussenbouw bevindt zich de toegang een gang naar het achterterrein waar gebouwen 12, 14 en 16 staan op de plaats van het rond 1892 gesloopte gesticht De Groote Turksche Keizerspoort. Het complex werd gebouwd in opdracht van J.H.A. Wescher naar ontwerp van Gerrit van Arkel; hij verzocht om winkel/woonhuizen op deze plaats.  Op de bouwtekening van Van Arkel tekende hij nog topgevels, de gebouwen werden met trapgevels uitgevoerd. Sinds de oplevering hebben de winkels vermoedelijk altijd onderdak geboden aan bedrijven. De poort draagt een gevelsteen met de naam, alsmede een versimpelde weergave van de vlag van Turkije, rood vlak met witte maan en ster. Boven die vlak is "1893" te lezen.
De naam Turksche Keizerspoort verwees volgens Jacob van Lennep en Jan ter Gouw naar koffiehuizen met een gevelsteen waarop een Turkse keizer stond afgebeeld. In 1962 meldde Genootschap Amstelodanum dat in deze omgeving in 1628 enige "seemleerbereiders" en "zijdereders" vertoefden (daer doemaels de Turcksche Keyser uythingh). Een modernere theorie is dat hier een pakhuis stond waarin gehandeld werd in Mediterrane goederen; voor de eenvoud werd alles uit het oosten van de Middellandse Zee aangeduid met Turks. Het achtergelegen terrein is afgesloten.

## Kunst
De straat is te nauw om er kunst in de openbare ruimte te plaatsen. Toch zijn er kleine beeldhouwwerkjes te vinden:
- gevelsteen en wapen tussen huisnummers 10 en 18 (uit 1893)
- gevelsteen In de Zwaan (2e helft 18e eeuw)
- gevelsteen de benarde haas op Hazenstraat 35; een steen vervaardigd in 1996 door een bewoner, die rond 1973 nieuwbouw zag verschijnen vanaf nr 35, zowel aan de rechter- als achterzijde
- gevelsteen Hazenstraat 62; een echt historische gevelsteen; afgebeeld is een Amsterdamse gemetselde welfbrug, ook wel aangeduid met “sluis”; gevelsteen is een verwijzing naar de hier in 1765 gevestigde schoenmaker Jan van der Sluijs; de os op de brug is vermoedelijk een verwijzing naar het door hem bewerkte leer; het huis stond ook wel bekend als de Ossebrug.
- een kunstwerkje van Street Art Frankey, bestaande uit een terugkerende baksteen met handje (21e-eeuws)

## Afbeeldingen

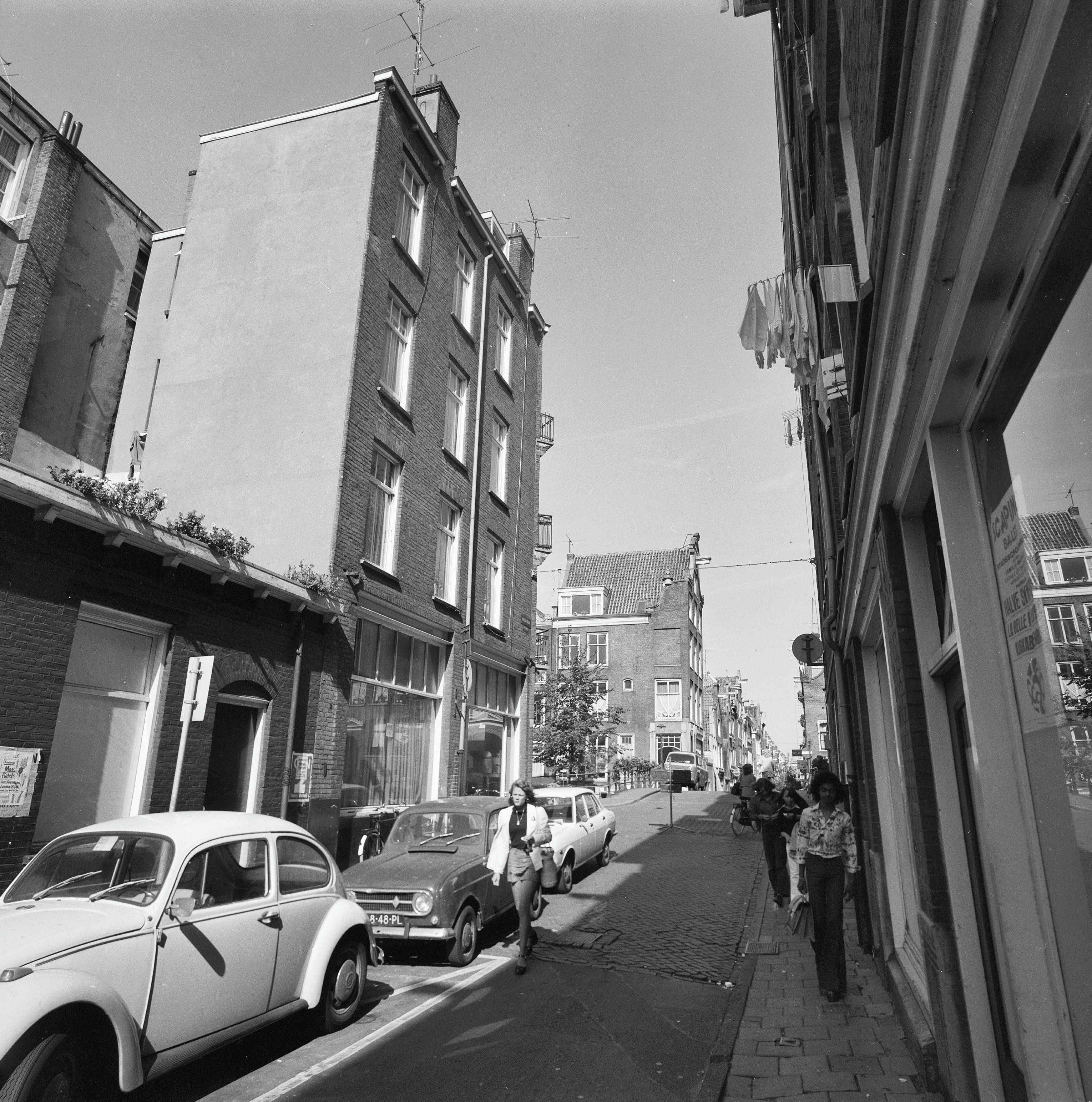
Hazenstraat bij Lauriergracht in 1974
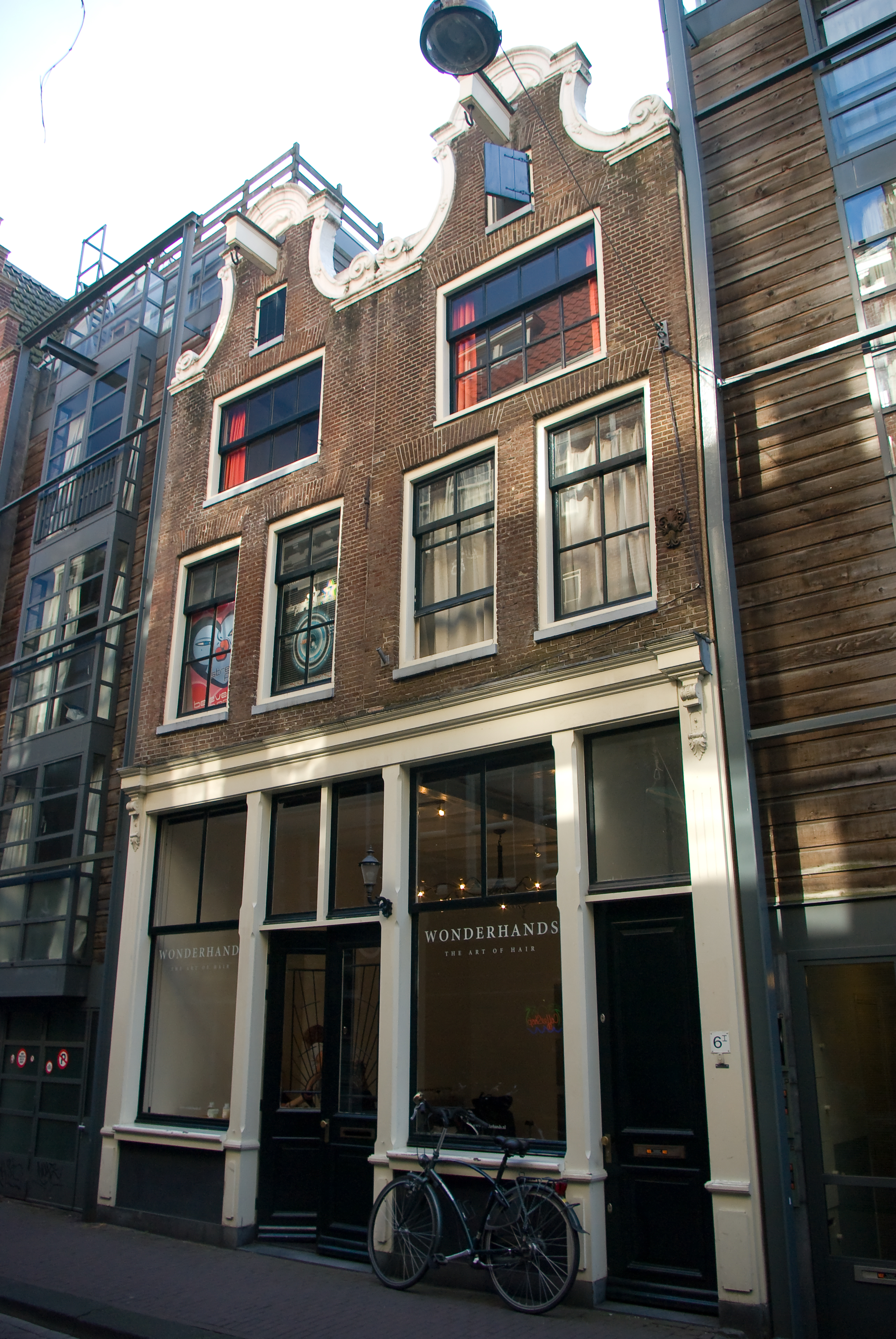
Hazenstraat 6-A/B
Hazenstraat 18-10 met poort
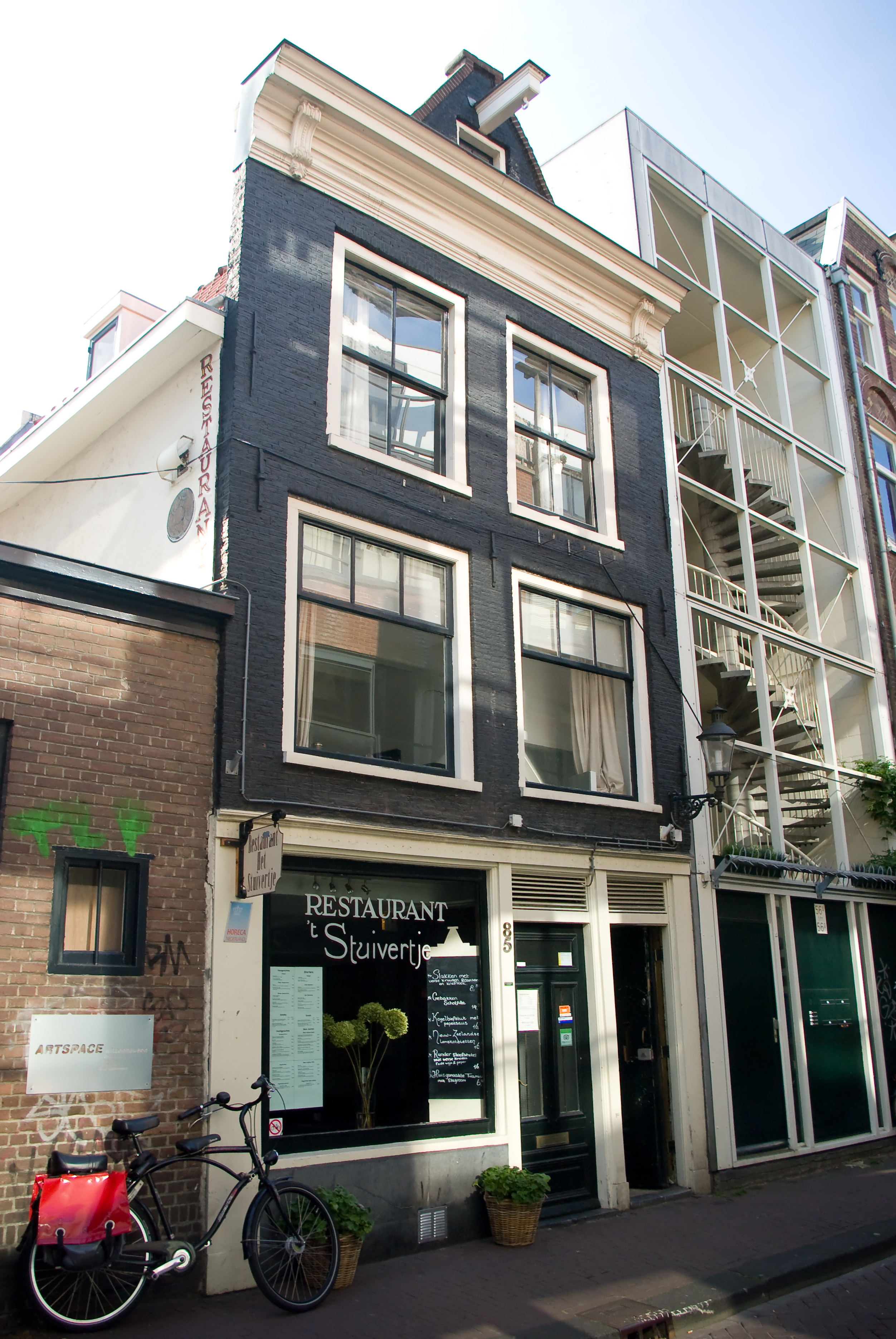
Hazenstraat 58
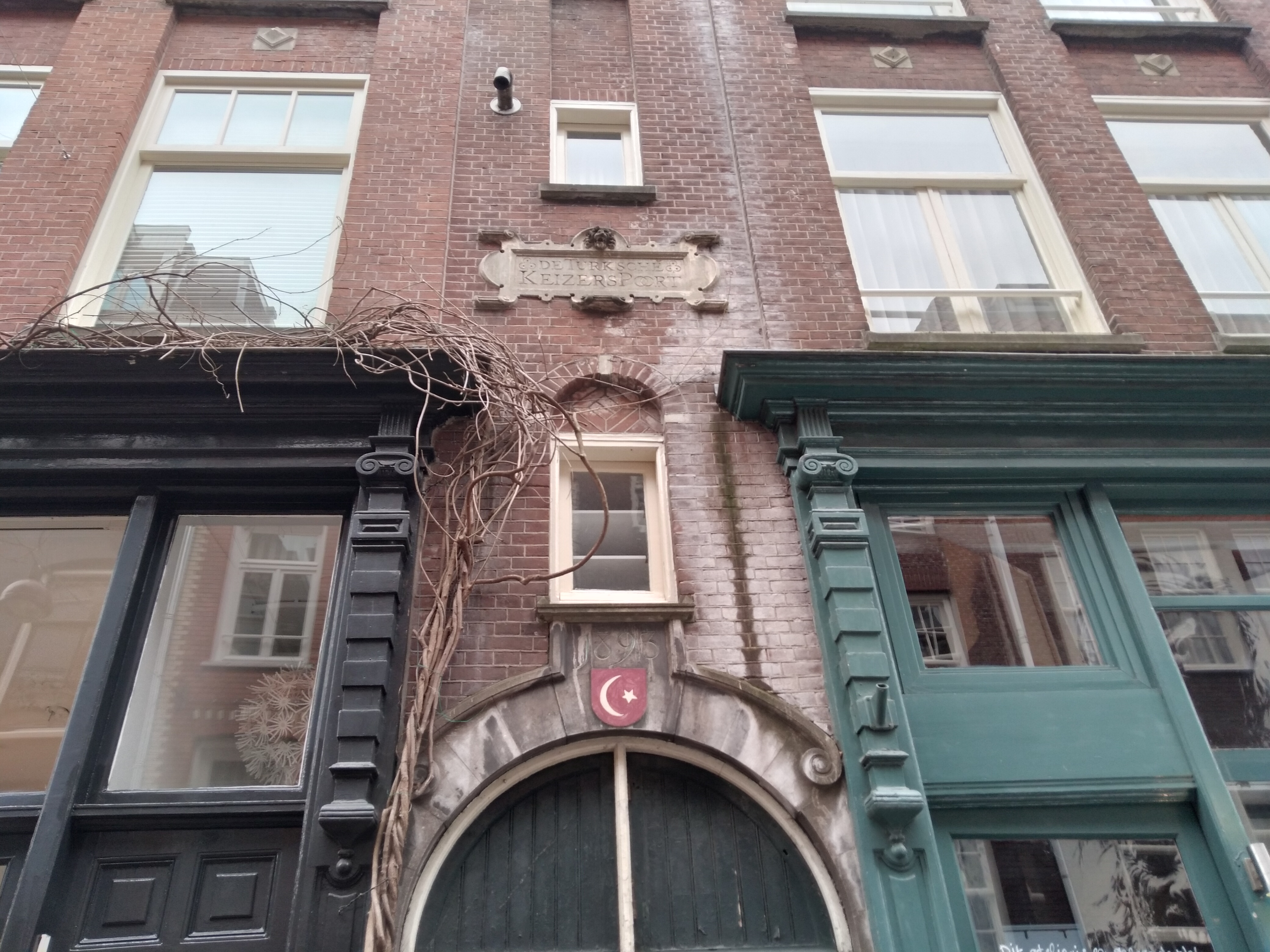
Turkse Keizerspoort (februari 2021)